# Zane Jordan
Zane Jordan (ur. 18 lipca 1991) – zambijski pływak, olimpijczyk.
Wystartował na igrzyskach olimpijskich w Londynie w wyścigu na 100 metrów stylem grzbietowym, gdzie zajął 41. miejsce. Cztery lata wcześniej na igrzyskach w Pekinie zajął 65. miejsce w wyścigu na 50 metrów stylem dowolnym.